# Melanocita

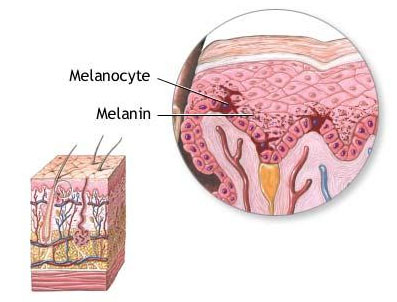
Az emberi bőr melanocitái és a hámsejtekben felhalmozódó melanin

A melanociták (festéksejt, pigmentsejt, lat. melanocyta, ang. melanocyte) a gerincesek bőrében, szemükben (az érhártyában), valamint egyéb szövetekben (belső fül, lágy agyhártya) elhelyezkedő sejtek, melyek a melaninokat termelik. A melanin festékanyag, mely többek között a bőr, a szőrzet és a szem színét határozza meg. Legfontosabb szerepe az ultraibolya sugárzás káros hatásaival szembeni védelem. A fülcsiga festéksejtjei fontos szerepet játszanak a hallás képességének kialakulásában.

## Fejlődéstan
A melanociták előalakjai, a melanoblasztok a dúclécből (lat. crista neuralis, ang. neural crest) származnak. Innen vándorolnak a mezenchimán át végső helyeikre: a bőr felhámjába (az irhán keresztül), a bőr szőrtüszőibe, az érhártyába és a bevezetőben említett egyéb területekre. A sejtek először az embrió háti bőrterületét érik el, onnét haladnak tovább oldalra majd hasi irányba.
Emberben születéskor még jelen vannak melanociták az irhában is, ezek később eltűnnek.

## Szövettan

### A felhám melanocitái

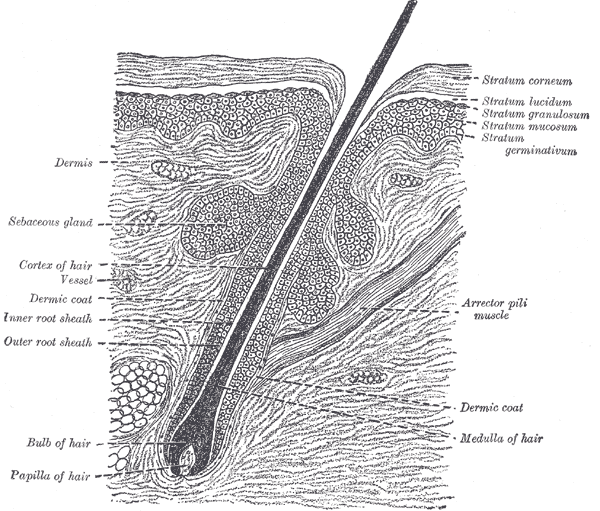
Az emberi bőr, s benne egy szőrtüsző hosszmetszete. Az érett melanociták a statum basaléban és a hajhagymában (bulb of hair) helyezkednek el (Gray's Anatomy)

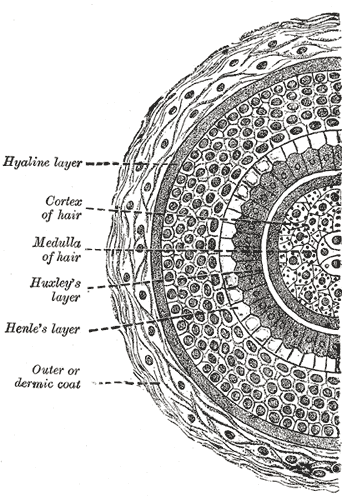
Egy szőrszál keresztmetszete (Gray's Anatomy)

A bőr melanocitái a hám legalsó sejtrétegének (stratum basale) keratinocitái között elszórtan helyezkednek el. (Keratinocitáknak nevezzük a bőr hámsejtjeit.) A melanociták nyúlványokat bocsátanak a hám felsőbb rétegeibe, melyekről melanin tartalmú testecskék, ún. melanoszómák válnak le. Ezeket fagocitálják a bőr hámsejtjei (az europid rasszba tartozóknál csak a stratum basale és spinosum keratinocitái), melyekben a melanin a sejtmag körül rakódik le, védve azt az UV-sugárzástól.
Emberben a bazális sejtréteg melanocita:hámsejt aránya 1:4 – 1:10 között változik; a pigmentsejtek az arc és a külső nemi szervek bőrében helyezkednek el a legsűrűbben. A melanociták száma független a rassztól, valamennyi emberfajtánál hasonló. Egy melanocita 30-40 környező keratinocitát lát el melaninnal.
A bőrszínt nem a melanociták sűrűsége, hanem az aktivitásuk, tehát melanintermelésük határozza meg. A sötétebb bőrszínt elsősorban a fokozottabb melanintermelés, az eumelanin és feomelanin arányának előbbi javára történő elmozdulása, valamint a melanoszómák számának, nagyságának és a kerotinocitákba kerülésük mértékének növekedése okozza.

### A szőrtüsző melanocitái
A szőrtüsző legmélyebben elhelyezkedő része a hajhagyma. Ennek központi része az irha nyúlványa, a papilla, melyet a több rétegben elhelyezkedő hámsejtekből álló germinatív mátrix vesz körül. Ebben az állományban helyezkednek el a melanociták, az ezekről leváló melanoszómákat a képződő szőrszál sejtjei fagocitálják. Az érett szőrszál kéreg- és velőállománya tartalmazza a melanin pigmenteket, a legkülső kutikula réteg nem.
Az őszülés magyarázata, hogy a melanociták melaninszintézise csökken, valamint, hogy a szőrszálak velőállománya egyre több levegővel telt üreget tartalmaz az életkor előrehaladtával.

### Az érhártya melanocitái

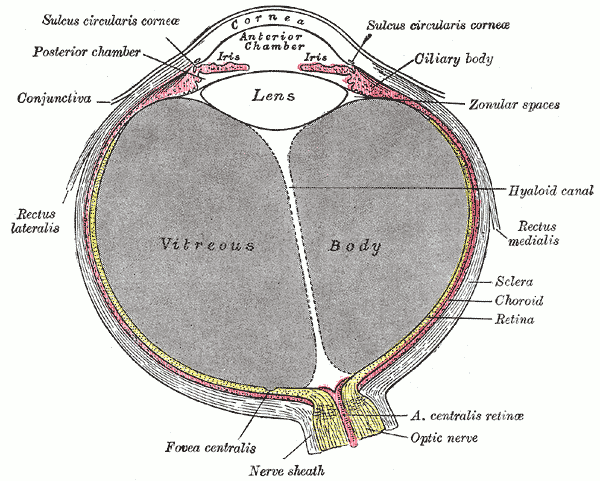
Az emberi szem metszete. Az érhártya pirossal jelölve. (Gray's Anatomy)

A szemgolyó középső burkának, az érhártyának (uvea) mindhárom részében (a tulajdonképpeni érhártyában, a sugártestben és a szivárványhártyában) nagyszámú melanocita helyezkedik el. A szivárványhártya színét (szemszín) a melanociták által termelt melanin sűrűsége, a szivárványhártya erezettsége és vastagsága határozza meg.
Megjegyzendő, hogy az ideghártya (retina) pigmenthámjának pigmentsejtjei nem melanociták, hanem speciális egyrétegű köbhámsejtek.

### Melanoszóma
A melanoszómák a melanociták plazmájában lévő hólyagocskák, melyek a melanint raktározzák. Miután felhalmozódott bennük a pigment, a mikrotubulusok átvezetik őket a melanocita hámot behálózó nyúlványain, ahonnét a keratinocitákba kerülnek. A hámsejtekben azután lizoszómákkal egyesülnek, melyek végül lebontják tartalmukat, a melanin pigmenteket.
Sötét bőrűekben a melanoszómák nagyobbak, s egyenként kerülnek át a keratinocitákba, ahol lassabban bomlanak le. Világos bőrűekben a melanoszómák kisebbek, és fürtszerű csoportokban kerülnek át a hámsejtekbe, ahol lebomlásuk gyorsabb.

## Betegségek
Daganatok:
- festéksejtes anyajegy
- malignus melanóma

Melanocita-hiánnyal járó betegségek:
- vitiligo
- albinizmus